# Adam von Württemberg

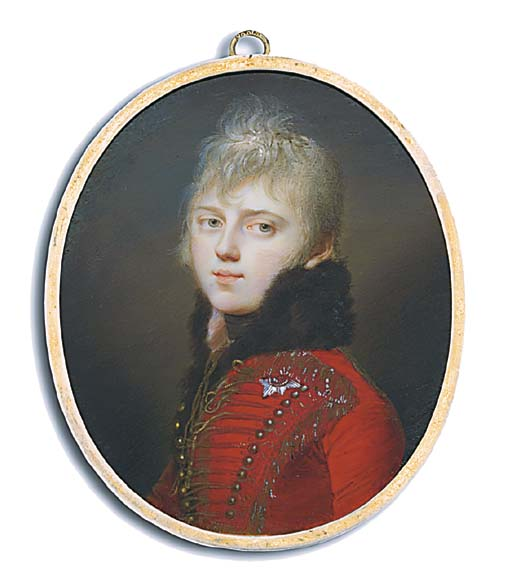
Adam von Württemberg

Adam Karl Wilhelm Nikolaus Paul Eugen von Württemberg (* 16. Januar 1792 in Pulawy; † 27. Juli 1847 in Langenschwalbach) war Prinz von Württemberg und Offizier.

## Leben
Adam war der einzige Sohn des Prinzen Ludwig von Württemberg (1756–1817) aus der Ehe mit der polnischen Prinzessin Maria Anna Czartoryska (1768–1854). Die Ehe wurde im Oktober 1793 geschieden und Adam wurde von seinem Vater erzogen. Er trat in die württembergische Armee ein, wechselte aber kurz darauf in russische Dienste und kämpfte 1814/15 in Frankreich und im Elsass. Prinz Adam stieg bei Zar Nikolaus I., seinem Cousin, den er schon von früher Jugend an kannte, bis zum Generalleutnant und Generaladjutant auf. Während des Novemberaufstands war er in Warschau, verließ jedoch bald darauf die Stadt, um sich zu dem russischen Gouverneur Großfürst Konstantin zu begeben. Er führte in dem darauf folgenden Krieg in Polen von 1831 eine Kavalleriebrigade unter General Cyprian Kreutz.
1845 trat er aus russischen Diensten aus. Bis zu seinem Tode lebte er danach meist in Deutschland. Adam Karl Wilhelm von Württemberg blieb unverheiratet.